# Bessel-Strahl

Querschnitt durch die Intensitätsverteilung eines Bessel-Strahls

Ein Bessel-Strahl (nach dem deutschen Astronomen, Mathematiker, Geodäten und Physiker Friedrich Wilhelm Bessel) bezeichnet in der Wellenoptik eine spezielle, ideale Form elektromagnetischer Wellen. Eine ihrer wichtigsten anwendungsbezogenen Eigenschaften ist, dass sie nichtbeugend sind: ihre Form ändert sich – anders als bei den Gauß-Strahlen – während der Ausbreitung nicht. Ein Besselstrahl pflanzt sich immer mit Unterlichtgeschwindigkeit fort.
Mathematisch ist ein Bessel-Strahl ein Satz von Lösungen der paraxialen Helmholtz-Gleichung, die in der Wellenoptik die Form von paraxialen Strahlen beschreibt.
Bessel-Strahlen wurden 1987 von Jim Durnin theoretisch konstruiert und von Durnin und Joseph H. Eberly experimentell demonstriert.

## Mathematische Beschreibung
In der paraxialen Optik werden Lichtstrahlen, die zur {\displaystyle z}-Achse parallel sind, beschrieben als elektromagnetische Welle in der Form:
{\displaystyle U({\vec {r}},t)=A(x,y,z)\cdot \mathrm {e} ^{\mathrm {i} \,k_{z}\,z}\cdot \mathrm {e} ^{\mathrm {i} \,\omega \,t},}
wobei
- {\displaystyle {\vec {r}}=(x,y,z)} der Ort und
- {\displaystyle t} die Zeit ist.
- Die Amplitudenfunktion {\displaystyle A(x,y,z)} soll höchstens schwach von {\displaystyle z} abhängen, so dass die Welle längs der z-Achse näherungsweise periodisch ist mit der Wellenlänge {\displaystyle \lambda _{z}=2\pi /k_{z}}.
- Für die Schwingungs-Kreisfrequenz muss gelten {\displaystyle \omega \geq k_{z}\,c}.
- Für die Größe {\displaystyle k={\frac {\omega }{c}}}, die bei einer ebenen Welle die zur Kreisfrequenz {\displaystyle \omega } gehörige Wellenzahl ist, gilt damit {\displaystyle k\geq k_{z}}.
Die Größe {\displaystyle k_{T}={\sqrt {k^{2}-k_{z}^{2}}}} wird als transversale Wellenzahl bezeichnet.

Ist die Amplitude sogar vollständig unabhängig von {\displaystyle z} (dispersionsfreier Strahl):
{\displaystyle A=A(x,y)\neq f(z)},
so muss {\displaystyle A(x,y)} der paraxialen Helmholtz-Differentialgleichung genügen:
{\displaystyle \nabla _{T}^{2}\,A(x,y)+k_{T}^{2}\,A(x,y)=0}
mit dem auf die x-y-Ebene eingeschränkte Laplace-Operator {\displaystyle \nabla _{T}^{2}={\frac {\partial ^{2}}{\partial x^{2}}}+{\frac {\partial ^{2}}{\partial y^{2}}}}. Entsprechend gilt in Polarkoordinaten {\displaystyle x=\rho \cdot \cos(\phi ),\ \ y=\rho \cdot \sin(\phi )}:
{\displaystyle \nabla _{T}^{2}={\frac {\partial ^{2}}{\partial \rho ^{2}}}+{\frac {1}{\rho }}{\frac {\partial }{\partial \rho }}+{\frac {1}{\rho ^{2}}}{\frac {\partial ^{2}}{\partial \phi ^{2}}}.}
Die Lösung der o. g. Differentialgleichung ergibt unter Annahme von Zylindersymmetrie:
{\displaystyle \Rightarrow A(x,y)=A\cdot J_{m}(k_{T}\cdot \rho )\cdot \mathrm {e} ^{\mathrm {i} \,m\,\phi },\ \ m=0,\pm 1,\pm 2,...}
Dabei ist {\displaystyle J_{m}(\cdot )} die Besselfunktion 1. Art der Ordnung {\displaystyle m}.
Üblicherweise bezeichnet man den rotationssymmetrischen Spezialfall {\displaystyle m=0} auch einfach als Bessel-Strahl.
Im Grenzfall {\displaystyle k_{T}\rightarrow 0} ergibt sich {\displaystyle A(x,y)=const}, also eine ebene Welle mit dem Wellenvektor {\displaystyle {\vec {k}}=(0,0,k_{z})} und {\displaystyle k_{z}=\omega /c}.

## Eigenschaften

Vergleich der radialen Intensität eines Gauß-Strahls (rot) und eines Bessel-Strahls mit m=0 (blau). Im oberen Diagramm stimmt die 1/e²-Breite des zentralen Peaks und im unteren die über den Plot-Bereich integrierte Intensität überein.

### Profil
Die radiale Amplitude und damit auch die radiale Intensitätsverteilung
{\displaystyle I_{m}(\rho ,\phi ,z)=|A_{0}|^{2}\cdot J_{m}^{2}(k_{T}\cdot \rho )}
hängen nicht von der Position {\displaystyle z} in Ausbreitungsrichtung ab:
{\displaystyle I_{m}\neq f(z)}
Daher verändert sich ihre Breite im Gegensatz etwa zu Gauß-Strahlen nicht während der Ausbreitung. Man spricht daher von nichtbeugenden Strahlen. Dies bedeutet auch, dass Bessel-Strahlen keinen Fokus im Sinne eines Punktes höchster Intensität entlang der Ausbreitungsrichtung besitzen.
Bessel-Strahlen werden auch als „selbstheilend“ bezeichnet, da sie an einem Punkt der Ausbreitungsachse teilweise gestört oder blockiert werden können, zum Beispiel durch ein Streuzentrum, ihre Form aber später in der Ausbreitungsrichtung wiedergewinnen.
Die Intensität in radialer Richtung {\displaystyle \rho } fällt bei Bessel-Strahlen deutlich schwächer ab als bei Gauß-Strahlen, vgl. nebenstehende Abbildungen:
{\displaystyle I_{0}^{\text{Bessel}}(\rho )\propto J_{0}^{2}(k_{T}\cdot \rho )\approx {\frac {1}{\rho }}\cdot \cos ^{2}(k_{T}\rho -\pi /4)}
Für Gauß-Strahlen gilt jedoch:
{\displaystyle I_{0}^{\text{Gauß}}(\rho ,z)\propto \exp \left(-{\frac {2\rho ^{2}}{W(z)}}\right)}
Aufgrund des {\displaystyle 1/\rho }-Abfalls enthält ein idealer Bessel-Strahl auch unendlich viel Energie, da das Integral über die Intensität in radialer Richtung divergiert. Dies ist ein Grund, warum ideale Bessel-Strahlen in der Praxis nicht realisierbar sind.
Wie man weiter aus der Abbildung ersieht, weisen Bessel-Strahlen deutliche Nebenmaxima auf (auch im Vergleich zu einer Airy-Scheibe), haben bei gleichem Energieinhalt aber ein deutlich schmaleres Hauptmaximum.

### Geschwindigkeit
Die Phasengeschwindigkeit in Ausbreitungsrichtung {\displaystyle z} ist:
{\displaystyle c_{\text{Phase}}={\frac {\omega }{k_{z}}}}
und daher größer (!) als die Lichtgeschwindigkeit {\displaystyle c}:
{\displaystyle \Rightarrow c_{\text{Phase}}>c={\frac {\omega }{k}}}
denn für gegebene Kreisfrequenz {\displaystyle \omega } ist
{\displaystyle k_{z}^{2}<k^{2}=k_{z}^{2}+k_{T}^{2}}
Sie zeigt aber eine Dispersion, die auf folgende Gruppengeschwindigkeit führt:
{\displaystyle {\begin{aligned}c_{\text{Gruppe}}&=c\cdot \left(1-{\frac {k_{T}^{2}}{2\cdot k^{2}}}\right)\\\Rightarrow c_{\text{Gruppe}}&<c\end{aligned}}}
Wellenpakete in Form eines Besselstrahls sind also im Vakuum langsamer als die Lichtgeschwindigkeit. Dies konnte 2015 sogar an einzelnen Photonen nachgewiesen werden, wobei der Effekt einige Millionstel der Lichtgeschwindigkeit erreichte.
Dies kann genutzt werden, um bei nichtlinearen Effekten die Gruppengeschwindigkeit der Pumpwelle mit der Phasengeschwindigkeit einer rot-verschobenen z. B. Raman-Stokes-Welle anzugleichen und damit überhaupt erst einen effektiven Pumpprozess bei kurzen Pulsen zu ermöglichen.

## Erzeugung

Ein Axicon erzeugt einen Bessel-ähnlichen Strahl

Die zentrale helle Stelle des Besselstrahls heilt sich nach einer Störung selbst, aber verschoben, vgl. Bild darüber.

Reale Bessel-Strahlen lassen sich ebenso wenig erzeugen wie eine ideale ebene Welle, da beides eine unendliche Menge an Energie erfordern würde. Gute Näherungen lassen sich aber durch Fokussierung eines Gauß-Strahls mit Hilfe eines Axicons, einer speziellen, konisch geschliffenen Linse, erzeugen. Die daraus resultierenden Bessel-Gauß-Strahlen weisen die selbstheilenden Eigenschaften eines idealen Bessel-Strahls immer noch über einen gewissen Bereich auf.

## Anwendung
Bessel-Strahlen werden aufgrund ihrer selbstheilenden Eigenschaften für Optische Pinzetten eingesetzt.
Außerdem bieten sie bei Lichtscheibenmikroskopie Vorteile: Die Lichtscheibe wird dann durch das Scannen eines Bessel-Gauß-Strahls erzeugt, was zu einem schmaleren zentralen Peak führt und daher auch bei gleicher eingebrachter Energie zu besserer axialer Auflösung als mit einer gaußschen Lichtscheibe. Außerdem ermöglicht die Selbstheilung eine größere Eindringtiefe.